# Бердымухамедова, Огулгерек Атаевна
Огулгере́к Ата́евна Бердымухаме́дова (род. предположительно в 1957 году) — супруга бывшего президента Туркменистана Аркадага Гурбангулы Бердымухамедова, мать его преемника Сердара Бердымухамедова.

## Биография
В открытых источниках практически нет информации об Огулгерек Бердымухамедовой. Предположительно она является ровесницей своего мужа, родившегося в 1957 году. Согласно опубликованным WikiLeaks дипломатическим документам, имеет крайне консервативные и традиционалистские взгляды. Очень редко появляется на публике (только с мужем), а если и появляется, то видеооператорам, фотографам и журналистам запрещается делать и публиковать её снимки. До недавнего времени в сети вообще не было фотографий Бердымухамедовой. Первое фото появилось в ноябре 2021 года, во время визита в Туркменистан президента Турции Реджепа Тайипа Эрдогана со своей супругой Эмине Эрдоган, когда был сделан совместный снимок президентских пар, опубликованный позже в турецких СМИ. По некоторым неподтверждённым данным, Огульгерек Бердымухамедова с 2007 года живёт за пределами Туркменистана (предположительно в Лондоне) с одной из своих дочерей; к участию в политике её не допускают.
Огульгерек Бердымухамедова родила трёх детей — сына и двух дочерей. Сын Сердар родился в 1981 году, даты рождения дочерей, Гульджаха́н и Гульшан, неизвестны. Первая из них замужем за неким Ильясгельды (или Иласгельды) Ама́новым, представителем Туркменского государственного агентства по управлению и использованию углеводородных ресурсов в Лондоне. Вторая живёт во Франции с мужем, которого предположительно зовут Дерья́ Атабааев, сотрудником посольства Туркменистана в Париже. У Огульгерек Атаевны есть как минимум один внук, Керимгулы (предположительно сын Гульджахан), который часто появляется на публике со своим дедом.
30 мая 2022 года ей было присвоено звание «Заслуженная ковровщица Туркменистана».